# Onthophagus iris
Onthophagus iris là một loài bọ cánh cứng trong họ Bọ hung (Scarabaeidae).